# Colloncurense
El Colloncurense o SALMA Colloncurense (del  inglés South American land mammal ages) es una edad mamífero de América del Sur, división establecida para definir una escala geológica de tiempo para la fauna de mamíferos sudamericanos. Su límite inferior se sitúa en los 15,5 Ma, mientras que su límite superior se ubica en los 13,8 Ma. Corresponde al Mioceno medio – temprano.
En el año 1930, Lucas Kraglievich realiza una revisión de los mamíferos procedentes de la «formación Friaseana», distinguiendo dentro de ella el «horizonte Colloncurense».
La «formación Collón Curá» tipifica a esta edad mamífero.
En este período se registran los primeros indudables Mylodontinae (Glossotheriopsis)  y Megatheriinae (Megathericulus), un Prepotheriinae (Planops grandis), y los exclusivos gliptodontes Eonaucum colloncuranum y Propalaehoplophorus informis (Propalaehoplophorinae). Amphibradys guiomari, y Neotamandua australis, son algunas de las especies de mamíferos de exclusivas distribuciones colloncurenses.
Las dataciones absolutas indican una edad de 15,7 Ma para el Colloncurense.
En Patagonia existe un hiato temporal de registro de unos 3,5 Ma entre el «Colloncurense» y el Mayoense, el cual parcialmente se correspondería  con el Laventense, aunque los gliptodontes de dicha edad no guardan relación próxima con los que habitaron en el Mioceno medio de la Patagonia.
El Colloncurense también se presenta en la «formación Chucal», del comienzo del Mioceno medio, en el altiplano de la Provincia de Parinacota, Región de Arica y Parinacota, en el norte de Chile. Allí se ha exhumado un Haplodontheriinae relacionado con el género Palyeidodon.

## Sucesión de las edades mamífero de América del Sur
| Predecesor: Friasense | Colloncurense Edades mamífero de América del Sur | Sucesor: Laventense |